# Gregory Joseph
Gregory Joseph (Keulen, 6 april 1988) is een voormalig Belgisch wielrenner die in 2003 en 2004 Belgisch kampioen bij de Nieuwelingen werd en in 2004 Keizer der Nieuwelingen. Sinds 2007 is hij aangesloten bij Davitamon-Jong Vlaanderen.

## Palmares
2003
- 3e etappe Critérium Européens des Jeunes
- Nationaal kampioen (Nieuwelingen, eerstejaars)

2004
- Keizer der Nieuwelingen Tielt
- Nationaal kampioen (Nieuwelingen, tweedejaars)

2005
- Wortegem Koerse, Junioren

2007
- 4e etappe Ronde van Antwerpen

2008
- 5e etappe Ronde van Vlaams-Brabant

## Resultaten in voornaamste wedstrijden
| Jaar | Gent-Wevelgem | Parijs-Brussel |
| ---- | ------------- | -------------- |
| 2007 |               | 15e            |
| 2009 |               | 51e            |
| 2010 | 55e           |                |

Baugnies · Claeys · Crabbé · Croket · De Greef · De Ketele · De Neef · De Poortere · De Zutter · Goddaert · Joseph · Leys · Mertens · Neyens · Paulissen · Poleunis · Roelandts · Schets · Sys · Van den Houte · Vanderaerden · Vandousselaere · Vens · Wynants
Baugnies · Claeys · Croket · De Keulenaer · De Neef · De Poortere · Devaere · Joseph · Maes · Mertens · Muys · Pieters · Soberon · Sys · Terweduwe · Van Guyse · Vandousselaere · Vanmarcke · Vens · Wynants
Calleeuw · Claeys · De Keulenaer · De Mooij · De Neef · De Poortere · Devaere · Dupont · Joseph · Maes · Pieters · Schets · Terweduwe · Van Guyse · Van Immerseel · Vandousselaere · Vandyck · S.Vanmarcke · K.Vanmarcke · Vens · Verkinderen
- Library of Congress Control Number: no90000445
- Virtual International Authority File: 305129055